# Achim Felz
Achim Felz (* 18. März 1933 in Ückermünde; † im Februar 2024) war ein deutscher Architekt.

## Leben
Felz absolvierte eine Maurerlehre, ehe er von 1953 bis 1959 Architektur an der Hochschule für Architektur und Bauwesen in Weimar studierte. Anschließend war er wissenschaftlicher Mitarbeiter am Institut für Hochbau der Deutschen Bauakademie in Berlin, wo er zusammen mit Wilfried Stallknecht und Herbert Kuschy neue Typengrundrisse und Gebäudekonzeptionen für den industriellen Wohnungsbau in der DDR entwickelte, insbesondere die bekannte Typenserie P2. Von 1962 bis 1966 war Felz Leiter der Abteilung Wohngebäude beim VEB Typenprojektierung und arbeitete weiter an der Entwicklung neuer Typenreihen und an städtebaulich motivierten Varianten. Von 1966 bis 1968 war er am Institut für Wohn- und Gesellschaftsbauten der Deutschen Bauakademie (als Leiter der Abteilung Wohnungsbau) und von 1968 bis 1990 am Institut für Städtebau und Architektur (ISA), ebenfalls an der Bauakademie, tätig. Von 1971 bis 1977 leitete Felz dort die Experimentalwerkstatt, anschließend die Abteilung Umgestaltung und seit 1988 eine Entwurfsgruppe. 1970 wurde er an der Bauakademie zum Dr.-Ing. promoviert und 1979 von ihr zum Professor berufen. 1990 machte er sich als Architekt selbstständig (bis 1998 mit Peter Skujin und Peter Gohlke als Partnern) und entwarf unter anderem zahlreiche Wohnhäuser im Umland von Berlin.
Insbesondere am ISA konnte Felz wissenschaftliche Grundlagenarbeit, die in Empfehlungen, Richtlinien und Entwurfsgrundlagen mündeten (besonders zur Umgestaltung von Altbaugebieten), mit einer regen eigenen Entwurfstätigkeit verbinden und nahm mit großem Erfolg an zahlreichen Architekturwettbewerben teil. Zu seinen städtebaulichen Entwürfen, die direkt in die Planungspraxis eingingen und baulich realisiert wurden, gehören: Entwurfsstudien (Mitarbeit: Ulrich Hugk), die zur Grundlage für die Bebauungsplanung und Projektierung der Ersatzneubauten eines Teilgebiets der Altstadt von Greifswald wurden (umgesetzt gemeinsam mit Frank Mohr und Gerhardt Richardt zwischen 1977 und 1981); Entwurf für das Gesellschaftliche Zentrum in Berlin-Fennpfuhl; städtebaulicher Entwurf für die Planung für (Leipzig-)Neu-Paunsdorf (zusammen mit Manfred Hultsch und Ludwig Krause). 1985 (Einzelauszeichnung) und 1987 (Kollektivauszeichnung) erhielt er den Architekturpreis der DDR. Als Chefarchitekt der DDR-Bauausstellung anlässlich der 750-Jahr-Feier Berlins (1987) entwarf er die bauliche Umgestaltung der Dynamo-Sporthalle zur zentralen Ausstellungshalle, zusammen mit Horst Siegel konzipierte er außerdem einen Gestaltungsvorschlag für den geplanten (wegen der Wiedervereinigung dann nicht realisierten) Ausstellungspavillon der DDR zur Weltausstellung in Sevilla 1992, den er bis zur Projektreife führte.
Felz' schriftlicher Nachlass befindet sich in den Wissenschaftlichen Sammlungen des Leibniz-Instituts für Regionalentwicklung und Strukturplanung (IRS) in Erkner.

## Veröffentlichungen
- Die Keller- und Erdgeschoßzone mehrgeschossiger Wohnbauten, Dissertation, Berlin 1970
- Babylons Töchter. Städtebau zwischen Vergangenheit und Zukunft, Berlin: Verlag Neues Leben, 1983
- Zwischen Feuerstelle und Vollkomfort. Wohnungsbau von der Hütte bis zum Hochhaus, Berlin: Verlag Neues Leben, 1986
- Zusammen mit Karl-Heinz Brunner und Bettina Adermann (in Zusammenarbeit mit dem Büro für Städtebau des Bezirksbauamtes beim Magistrat von Berlin): Bezirke bauen in Berlin. Beschleunigte Durchführung des Wohnungsbaus in der Hauptstadt mit der Kraft der ganzen Republik in den Jahren 1985 und 1986, Berlin: Bauinformation, 1987
- Denkmale – von uns bewahrt, Berlin: Verlag Neues Leben, 1988
- Exposition de construction de la RDA 1987, Berlin – RDA, in: Architecture contemporaine / Contemporary architecture, Bd. 10 (1988/89), S. 140–143, ISBN 2-85047-026-0
- „...und im Rückspiegel das industrielle Bauen...“, in: Lampugnani, Vittorio u. a.: DAM Architektur Jahrbuch 1994 / DAM Architecture Annual, München: Prestel Verlag, 1994, S. 39–46, ISBN 978-3-7913-1395-5